# Akodon fumeus
Espèce
Synonymes
- Akodon (Akodon) fumeus Thomas, 1902[2]

Statut de conservation UICN

 LC  : Préoccupation mineure
Akodon fumeus est une espèce de rongeurs de la famille des Cricetidae présente en Amérique du Sud.

## Répartition et habitat
Cette espèce est présente dans l'Est des Andes en Bolivie, au Pérou et en Argentine. On la trouve entre 1 500 et 3 000 m d'altitude.